# Парковий (мікрорайон в Пермі)

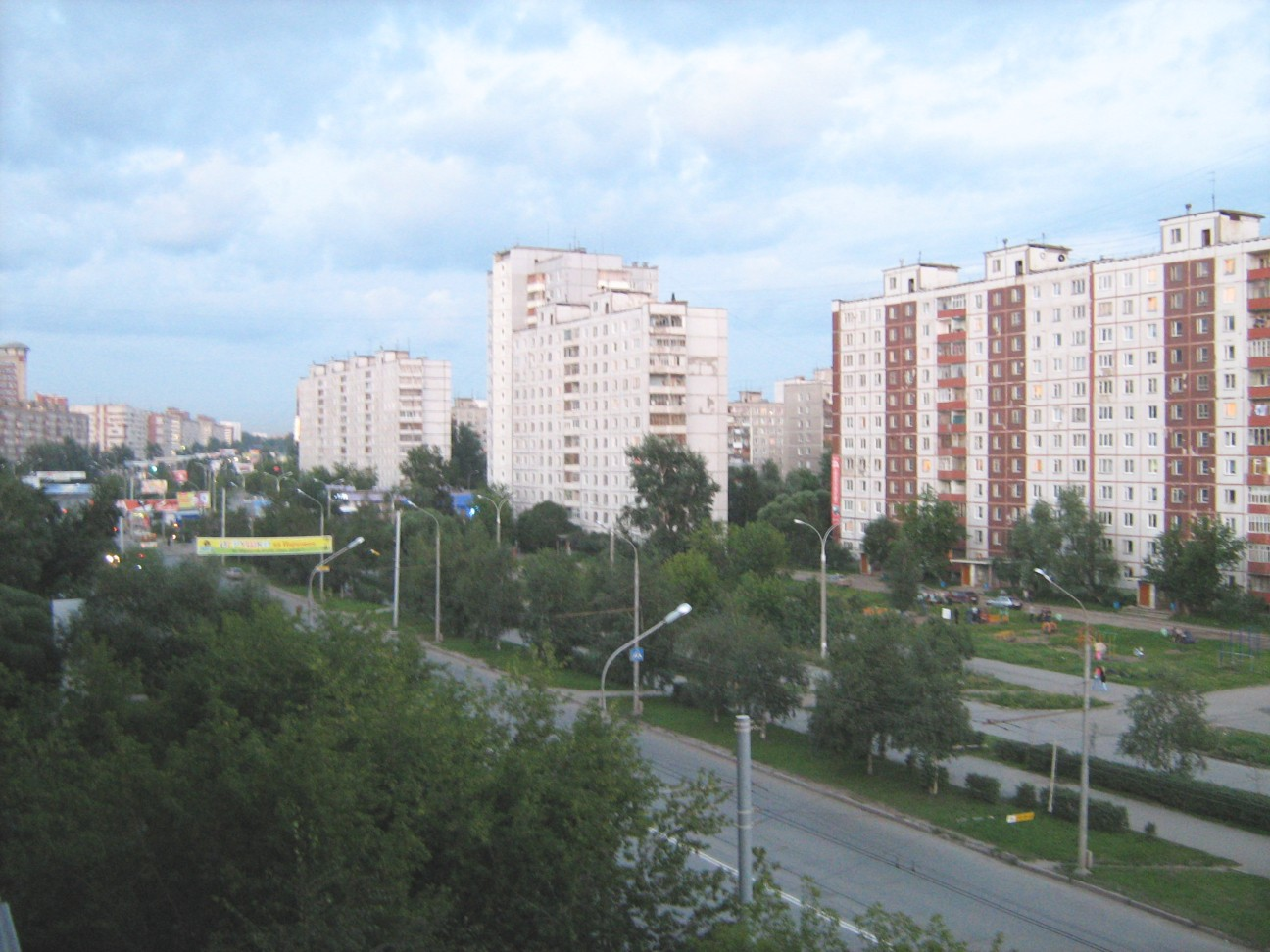
Парковий проспект увечері

Па́рковий (рос. Парковый) — мікрорайон в Пермі. Розташований в лівобережній частині Дзержинського району.

## Географія

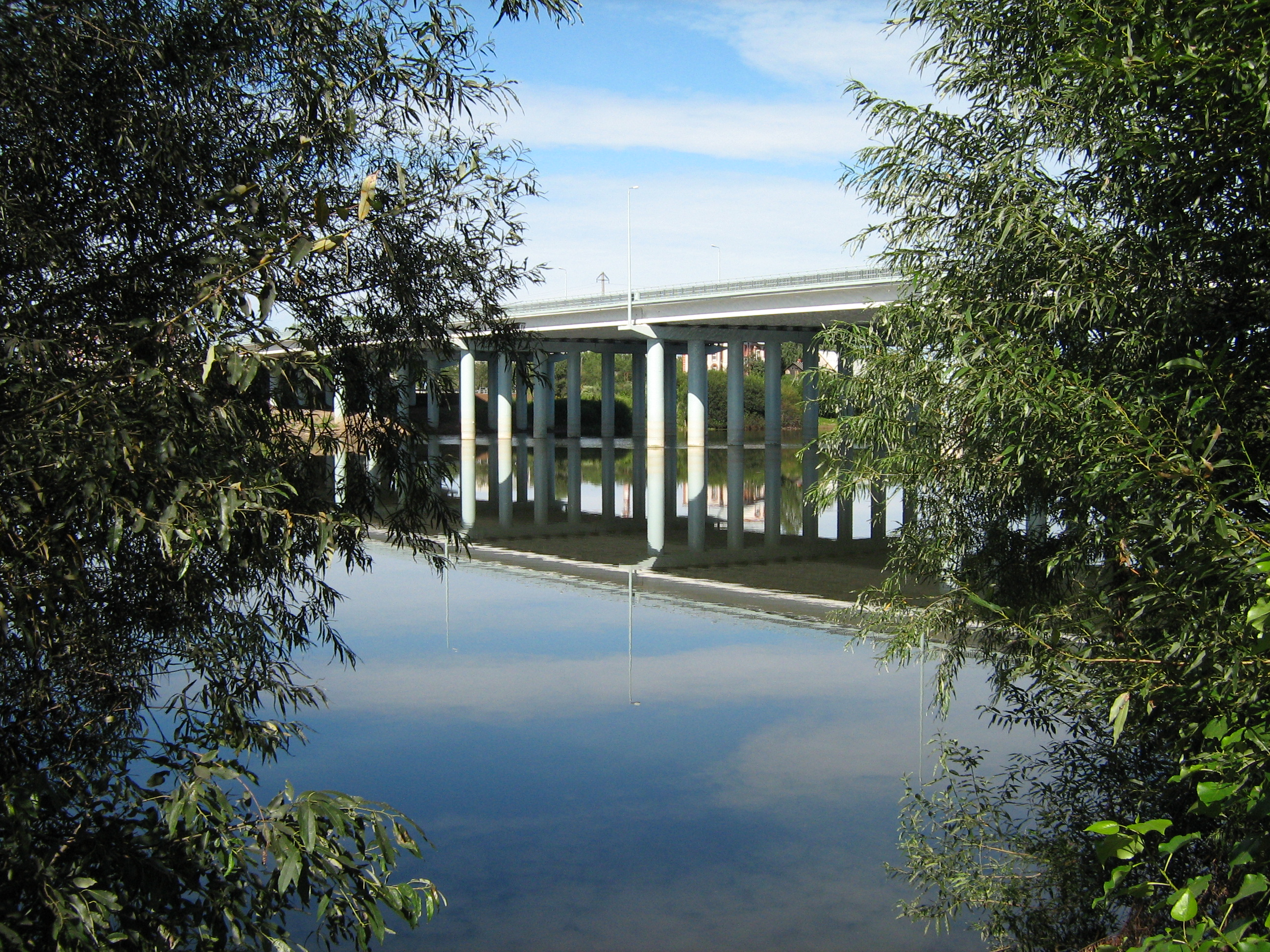
Міст через Мулянку по вулиці Будівельників.

Уздовж східної околиці мікрорайону протікає річка Мулянка, яка відокремлює його від мікрорайону Заостровка і перетинається на цій ділянці трьома мостами:
- Пішохідний міст.
- Міст по вулиці Будівельників, відкритий 13 червня 2007 року. Він з'єднав мікрорайон Парковий з Красавінським мостом через Каму[1].
- Міст по вулиці Красина.

З південного боку Парковий граничить з Черняєвськім лісом.

## Історія
Мікрорайон побудований в 1970-х роках на місці селища Шпальний. Проект планування був виконаний архітектором А. П. Загородниковым спільно з керівником архітектурно-планувальної групи інституту «Пермгражданпроєкт» И. А. Плотниковой. При будівництві мікрорайону для засипки заболочених територій проводилася виїмка ґрунту з річки Мулянка. Парковий був забудований будинками 97-ї серії від 9 до 16 поверхів. Перші новосели почали в'їжджати в нові будинки в 1976 році.
У 2007 році, в рамках програми «Забезпечення особистої і суспільної безпеки в Прикам'ї», що діє в Пермському краю, Парковий став першим мікрорайоном міста, де була встановлена інтелектуальна система відеоконтролю для спостереження за громадським порядком. Система включає понад 70 камер, встановлених на будівлях і високошвидкісні камери на перехрестях для спостереження за порушниками правил дорожнього руху і виявлення погнаних машин. Юрій Горлов, начальник ГУВС по Пермському краю, сказав із цього приводу:

… необхідно, щоб сама система виявляла правопорушення, такі як перетин суцільної лінії і виїзд на стрічну смугу. Будь-який автотранспорт, що знаходиться в розшуку, в'їжджаючи на Парковий, відразу повинен з'являтися у оператора на екрані і затримуватися нарядом, що несе службу. Губернатор зробив ряд вказівок і зауважень розробникам нової системи. Найближчим часом вони будуть враховані і пропрацювали.

22 червня 2007 року на вулиці Зої Космодем'янської, поблизу будівлі УВС Дзержинського району, проходили випробування першого в Росії патрульного робота Р-БОТ 001.

## Вулиці

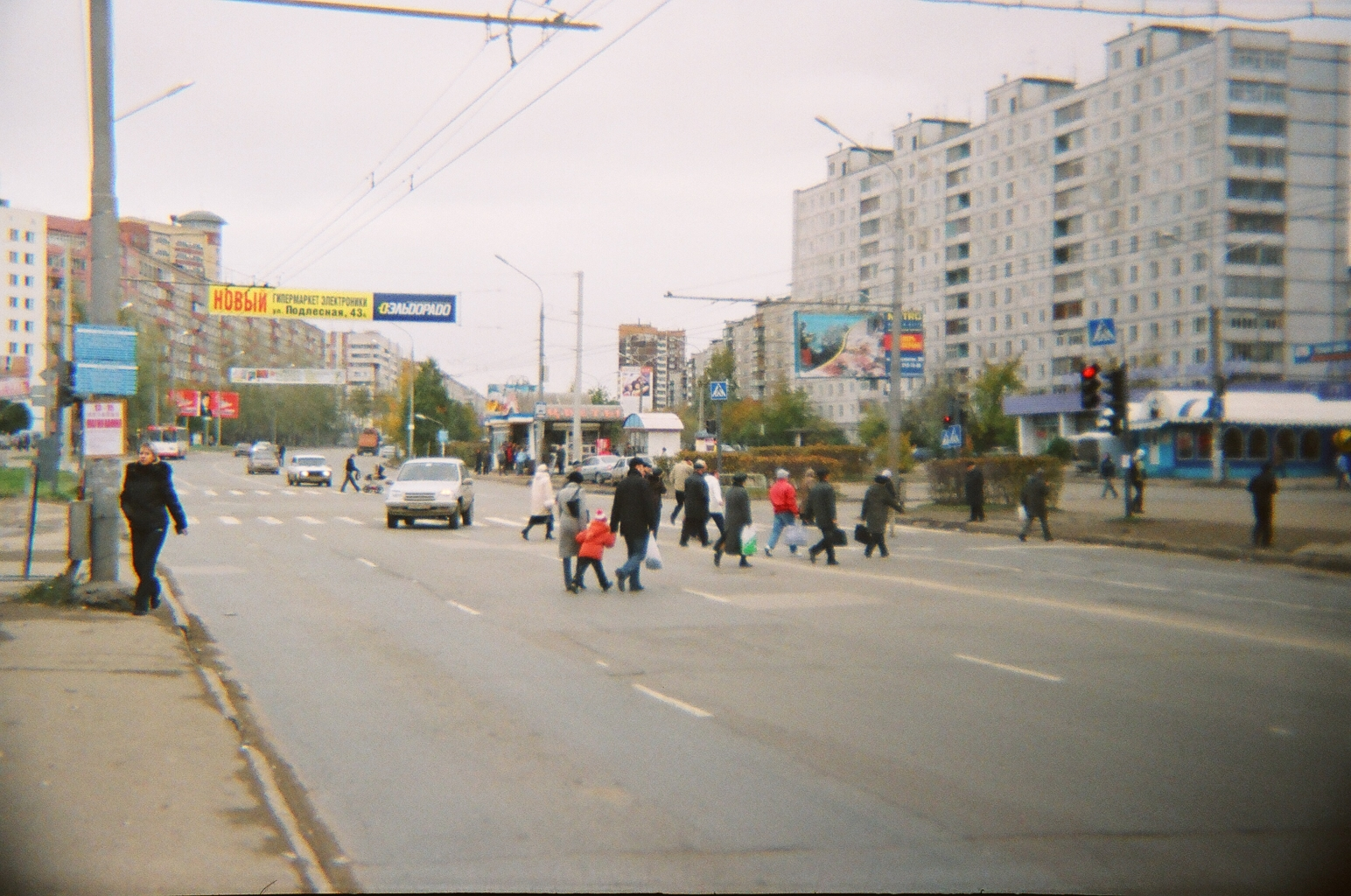
Перетин Паркового проспекту і вулиці Пожарського

Найбільші широтні вулиці:
- Парковий проспект — головна вулиця, проходить по центру мікрорайону.
- Вулиця Підлісова — проходить по узліссю Черняєвського лісу.

Найбільші мередіанальні вулиці (зі сходу на захід):
- Вулиця Куфоніна;
- Вулиця Желябова;
- Вулиця Комісара Пожарського;
- Вулиця Зої Космодемьянськой.